# Magdalena Andersson

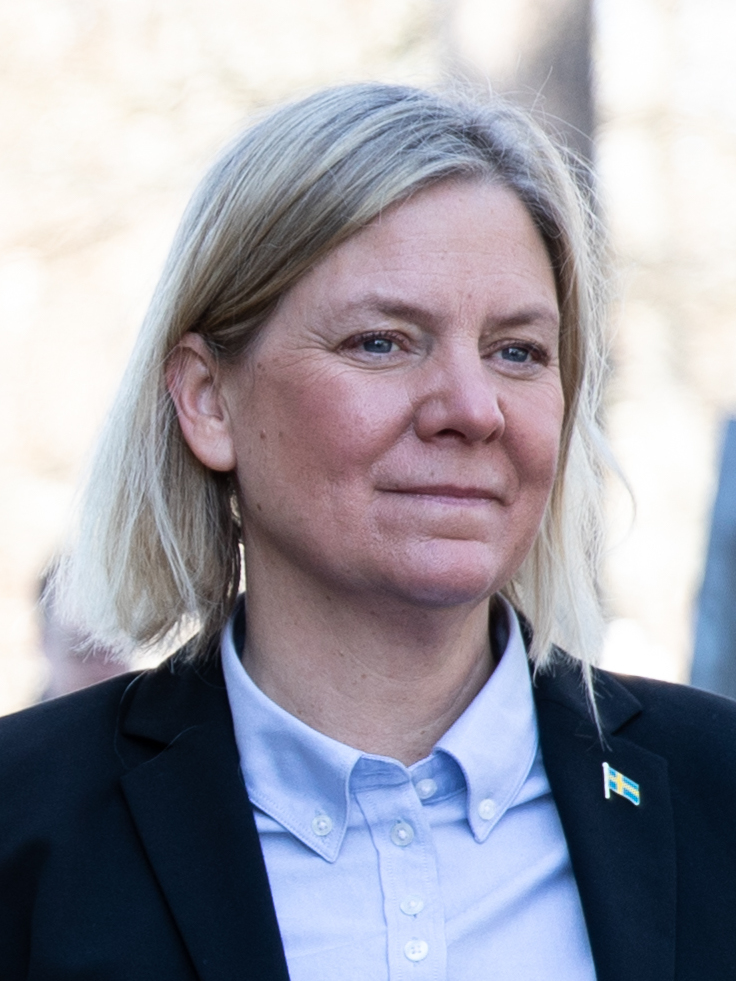
Magdalena Andersson (2022)

Eva Magdalena Andersson (* 23. Januar 1967 in Uppsala) ist eine schwedische Politikerin (SAP). Sie war vom 30. November 2021 bis zum 18. Oktober 2022 die Ministerpräsidentin Schwedens. Nach ihrer Wahlniederlage bei der Wahl zum Schwedischen Reichstag 2022 trat sie am 15. September 2022 von ihrem Amt zurück und war bis zur Wahl ihres Nachfolgers Ulf Kristersson nur noch geschäftsführend im Amt. Seither fungiert sie als Oppositionsführerin.  
Sie war bereits am 24. November 2021 zur ersten schwedischen Ministerpräsidentin gewählt worden. Als aber ihre Koalition noch am selben Tag platzte, nachdem sie bei der Verabschiedung ihres Haushalts gescheitert war, reichte sie noch vor ihrem Amtsantritt den Rücktritt ein. Andersson ist seit dem 4. November 2021 Vorsitzende der Sozialdemokratischen Arbeiterpartei (SAP). Von 2014 bis 2021 war sie Finanzministerin.

## Leben
Andersson studierte an der Handelshochschule Stockholm. Bei der Wahl zum Schwedischen Reichstag 2014 wurde sie zur Abgeordneten gewählt. Am 3. Oktober 2014 übernahm sie als Nachfolgerin von Anders Borg das Finanzministerium in der rot-grünen Minderheitsregierung unter Stefan Löfven.
Nachdem Löfven am 22. August 2021 angekündigt hatte, sich im November 2021 von seinen Ämtern als Parteivorsitzender und Ministerpräsident zurückzuziehen, galt sie als Favoritin für seine Nachfolge. Am 4. November 2021 wählte der Parteitag der Sozialdemokraten Andersson einstimmig zur neuen Vorsitzenden. Am 24. November wurde Andersson vom schwedischen Reichstag zur Ministerpräsidentin gewählt. Für ihre Wahl genügten 117 Ja-Stimmen und 57 Enthaltungen, da mit 174 Nein-Stimmen keine absolute Mehrheit der Abgeordneten gegen sie zustande kam.
Am selben Tag lehnte die Reichstagsmehrheit jedoch den Haushaltsentwurf der rot-grünen Minderheitsregierung ab und verabschiedete stattdessen einen Etat, der mit Zustimmung der rechtspopulistischen Schwedendemokraten zustande kam. Da der parlamentarische Haushalt für die Exekutive bindend ist, erklärten die Grünen ihren Rückzug aus der Regierung. Dies wiederum veranlasste Andersson noch am Tag ihrer Wahl, den Parlamentspräsidenten um ihre Entlassung aus dem Amt zu bitten.
Parlamentspräsident Andreas Norlén setzte eine erneute Abstimmung über das Amt für den 29. November an. Auf Vorschlag Norléns kandidierte wieder Andersson, ohne Gegenkandidat, diesmal allerdings für eine rein sozialdemokratische Minderheitsregierung. Sie hat angekündigt, bis zur nächsten Parlamentswahl im September 2022 mit dem von der Oppositionsmehrheit beschlossenen Haushalt regieren zu wollen. Unterstützt wurde die Kandidatur wie schon bei ihrer ersten Wahl neben den Sozialdemokraten von den Grünen, der linken Vänsterpartiet und der Zentrumspartei. Andersson wurde mit 101 Ja-Stimmen, 173 Nein-Stimmen und 75 Enthaltungen auch diesmal zur Ministerpräsidentin gewählt.
Bei der Reichstagswahl im September 2022 erzielte der oppositionelle konservativ-rechte Block unter der Führung von Ulf Kristersson die Mehrheit der Mandate, woraufhin dieser mit der Bildung einer neuen Regierung beauftragt wurde. Kristersson stellte sich am 17. Oktober 2022 erfolgreich einer Vertrauensabstimmung im neu zusammengesetzten Reichstag. 176 der 349 Abgeordneten stimmten für ihn, 173 gegen ihn. Andersson wurde somit im Ministerpräsidentenamt abgelöst und ist seitdem Oppositionsführerin.

## Politische Positionen
Am 16. Mai 2022, elf Wochen nachdem die Streitkräfte Russlands auf Befehl von Staatspräsident Putin ihren Überfall auf die Ukraine begonnen hatten, sprach sich Andersson für einen unverzüglichen NATO-Beitritt Schwedens aus. Der schwedische Reichstag hatte mehrheitlich für eine NATO-Mitgliedschaft gestimmt, Gegenstimmen kamen nur von der Linkspartei und den Grünen.

## Privates
Andersson ist seit 1997 mit dem Professor für Volkswirtschaftslehre Richard Friberg verheiratet und hat zwei Kinder.

## Kabinette
- Regierung Löfven I
- Regierung Löfven II
- Regierung Löfven III
- Regierung Andersson